# Dicellophilus latifrons
Dicellophilus latifrons är en mångfotingart som beskrevs av Yoshioki Takakuwa 1934. Dicellophilus latifrons ingår i släktet Dicellophilus och familjen storhuvudjordkrypare. Inga underarter finns listade i Catalogue of Life.